# Johann von Portugal

Das Wappen Johanns von Portugal

Johann von Portugal (port. Infante Dom João de Avis; * 13. Januar 1400 in Santarém; † 18. Oktober 1442 in Alcácer do Sal) war Herzog von Aveiro aus dem Hause Avis. Er wurde in den Rang des Condestável von Portugal ernannt, dem höchster Rang nach dem König. Der Condestável war in Abwesenheit des Königs der Oberbefehlshaber der königlichen Streitkräfte.
Er war ein Sohn von Johann I. von Portugal und dessen Frau Philippa of Lancaster. 1424 heiratete er Isabella von Braganza, die Tochter seines Halbbruders Alfons. Seine Grabstätte befindet sich im Komplex der Königlichen Grabkapellen im Kloster von Batalha.

## Nachkommen
- Diogo von Portugal (1425–1443)
- Isabella von Portugal (1428–1496), Ehefrau von Johann II. von Kastilien und Mutter von Isabella von Kastilien
- Beatrix von Portugal (1430–1506), Ehefrau von Prinz Ferdinand von Portugal, Mutter von König Manuel I. von Portugal
- Phillipa von Portugal (1432–1450)

| Personendaten    | Personendaten                             |
| ---------------- | ----------------------------------------- |
| NAME             | Johann von Portugal                       |
| ALTERNATIVNAMEN  | João, Infante de Portugal (portugiesisch) |
| KURZBESCHREIBUNG | Herzog von Aveiro                         |
| GEBURTSDATUM     | 13. Januar 1400                           |
| GEBURTSORT       | Santarém                                  |
| STERBEDATUM      | 18. Oktober 1442                          |
| STERBEORT        | Alcácer do Sal                            |